# Riserva naturale delle Falesie di Duino
Het Riserva naturale delle Falesie di Duino (vertaald: natuurreservaat Kliffen van Duino, Sloveens: Deželni naravni rezervat Devinskih sten) is een beschermd natuurgebied in de gemeente Duino-Aurisina in de provincie Triëst, op de grens met de provincie Gorizia. Het omvat voornamelijk de plaatsen Duino en Sistiana en strekt zich uit over 107 hectare, waarvan 63 in zee. Het werd in 1996 opgericht en maakt deel uit van de regionale natuurreservaten van Friuli-Venezia Giulia.
Het beheersorgaan - gevestigd in Udine - bestaat uit het Centraal Directoraat voor Landbouw, Natuur, Bosbouw en Berggebieden en de Dienst voor de Bescherming van de Natuurlijke Omgeving, Fauna en Regionaal Bosbouwkorps van de Regio Friuli-Venezia Giulia.

## Kenmerken
Het reservaat ligt op een brede en hoge klif in de Karst met uitzicht op de Adriatische Zee, in een kustgebied dat rijk is aan fossiele kalksteen uit het Krijt: het belangrijkste kenmerk is de witte klif die loodrecht in zee afloopt.
Een groot deel van dit stuk van de Adriatische kust wordt bekroond door het Rilke-pad, een schilderachtige promenade vernoemd naar de Praagse dichter Rainer Maria Rilke, die in dit gebied woonde en inspiratie vond voor zijn poëzie. Het pad verbindt de baai van Sistiana met het centrum van Duino vlakbij het Kasteel Duino van de Thurn und Taxis prinsen.
De vegetatie is heterogeen en typisch voor zowel het Karstgebied als de Middellandse Zee. Het bos boven het stuk zee wordt bewoond door verschillende diersoorten zoals de raaf, de blauwe rotslijster en de slechtvalk.

## Flora
De flora wordt voornamelijk vertegenwoordigd door:
- Mediterrane struikgewassen: Europese hopbeuk, laurier, Phillyrea latifolia, pluim-es, salie, steeneik.
- Zeekliffen: centaurie, Euphorbia characias, Rhamnus pumila, salie, zoete kers
- Lagere karstbossen: donzige eik, Europese hopbeuk, gele kornoelje, kastanje, pruikenboom, wintereik, zoete kers
- Karstbossen in de bergen: beuk, Europese hopbeuk
- Vegetatie van de doline: haagbeuk, hazelaar, wintereik, winterlinde
- Karstheide: bergdravik, gentiaan, jeneverbes, pruikenboom
- Macereti: Drypis spinosa jacquiniana
- Vegetatie van karstmeren: populier, riet, terpentijnboom, wilg

## Fauna
De fauna in het reservaat - waaronder verschillende vogelsoorten - is typisch Europees. Het symbool van het beschermde gebied is de prachtige Dalmatische kielhagedis (Algyroides nigropunctatus), een reptiel dat veel voorkomt in het Karstgebied. De katslang (Telescopus fallax fallax) is ook aanwezig, terwijl onder de vogels die op de rotsen nestelen de kleine zwartkop is.
Wat betreft de zeebewoners is de gestreepte dolfijn (Stenella coeruleoalba), een kleine dolfijn van maximaal twee meter lang, verschillende keren gezien in de wateren van de baai van Sistiana.
Das (Meles meles), eekhoorn (Sciurus vulgaris), haas (Lepus europaeus), ree (Capreolus capreolus), rode vos (Vulpes vulpes) en wild zwijn (Sus scrofa) zijn ook te vinden in de bossen van het reservaat.

## Galerij

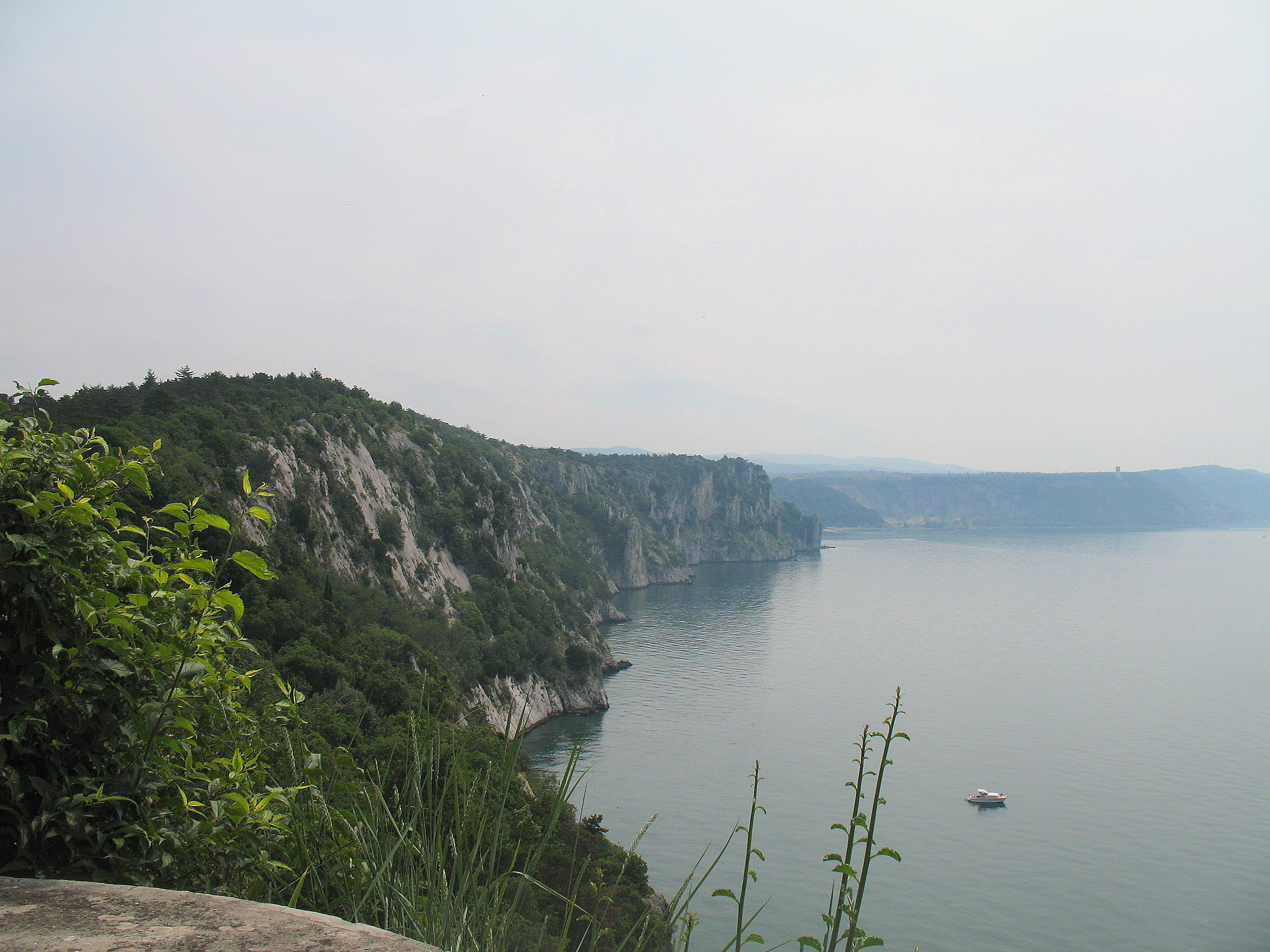
De kliffen boven de zee tussen Duino en Sistiana
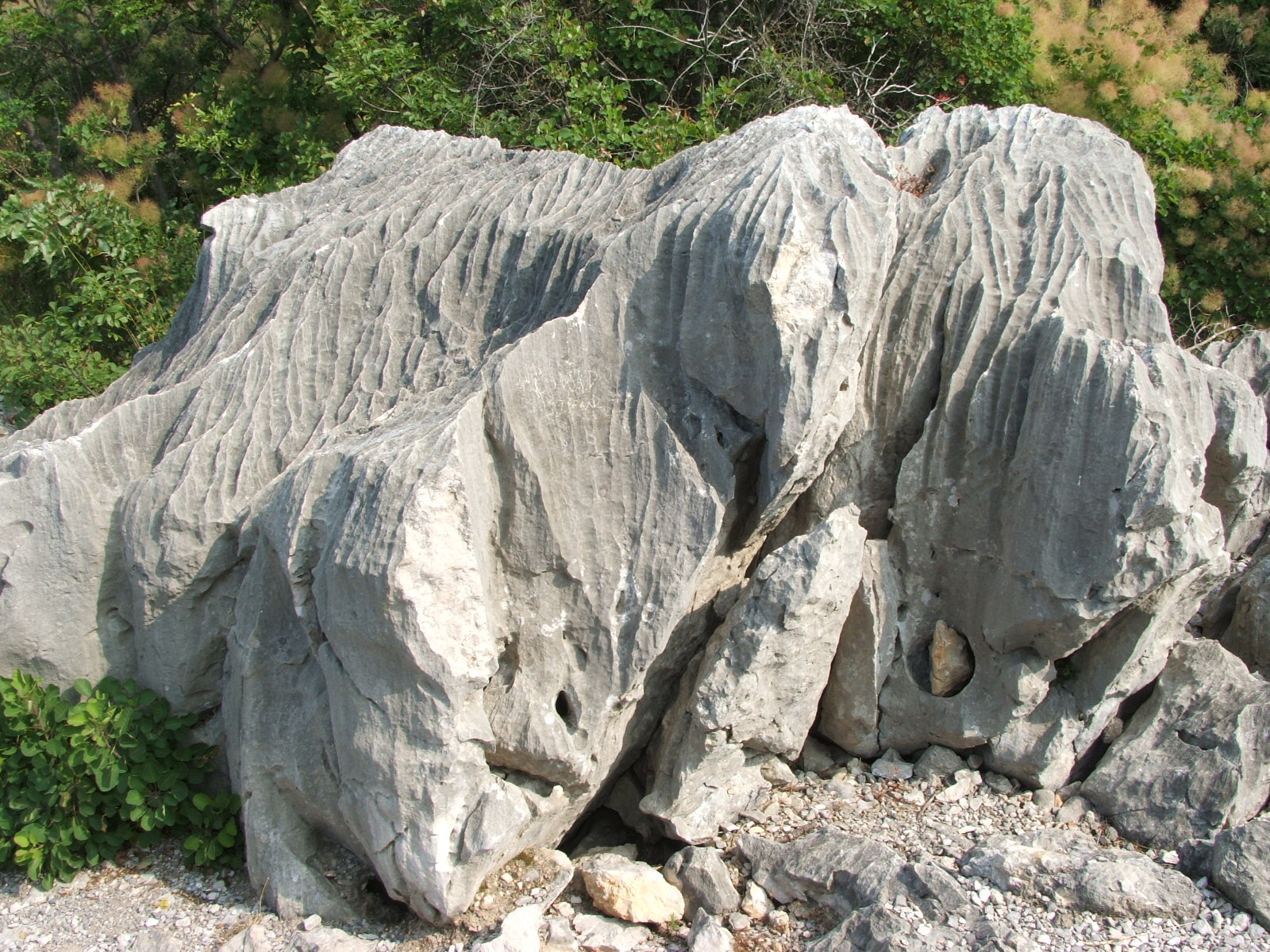
De kliffen
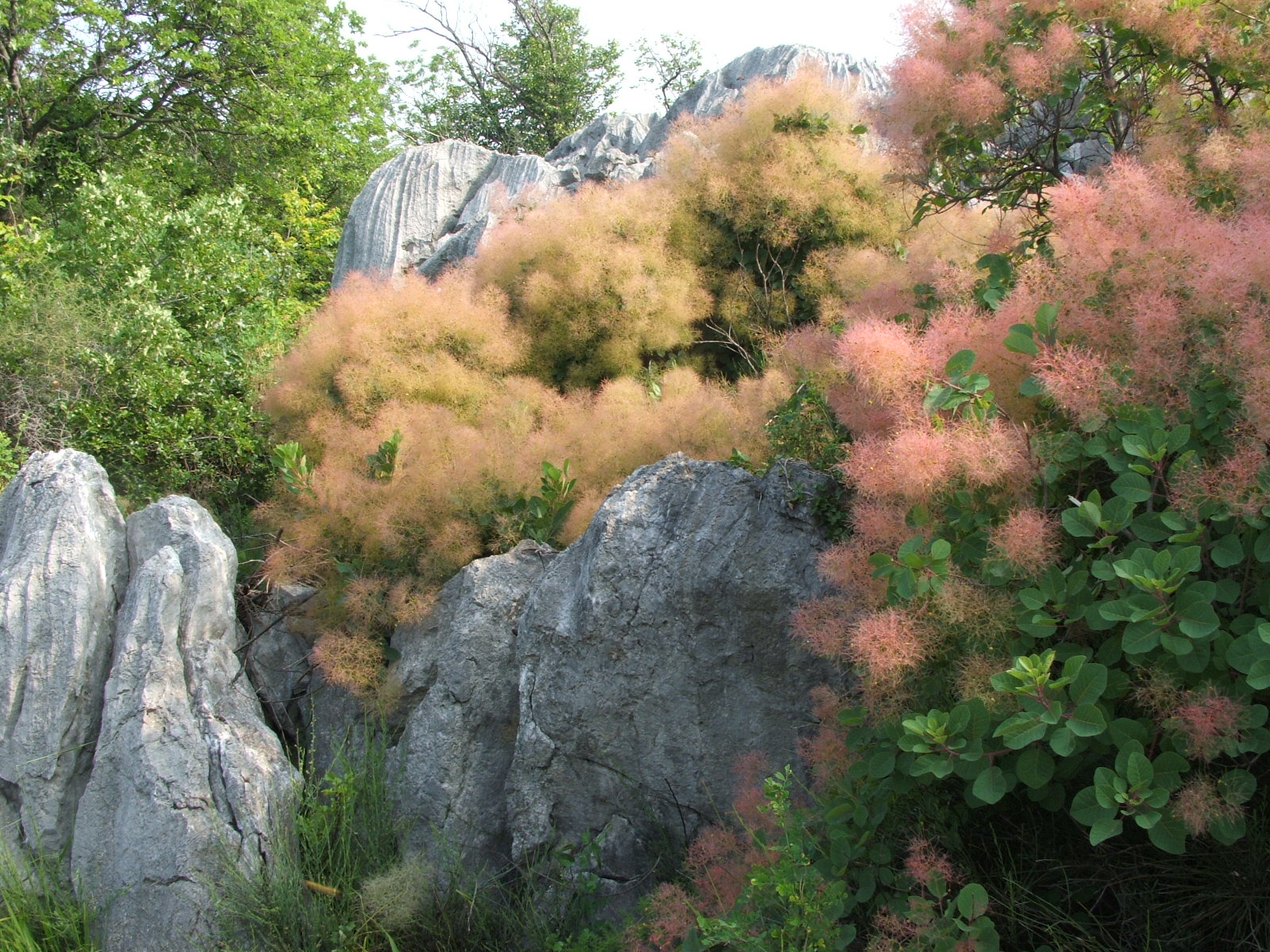
Pruikenboom in bloei tussen de rotsen
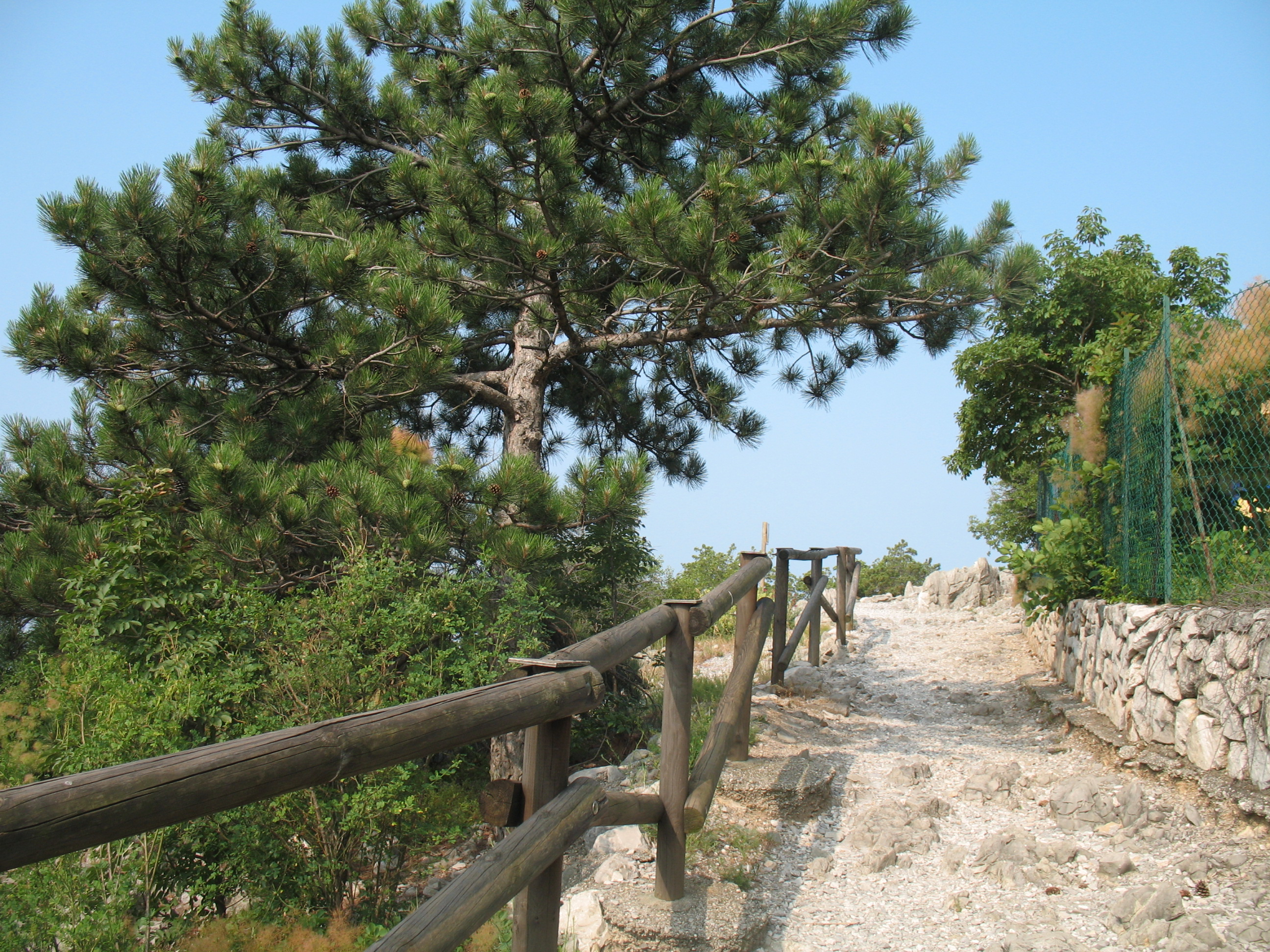
De "Sentiero Rilke", het Rilke-pad